# Gentianella concinna

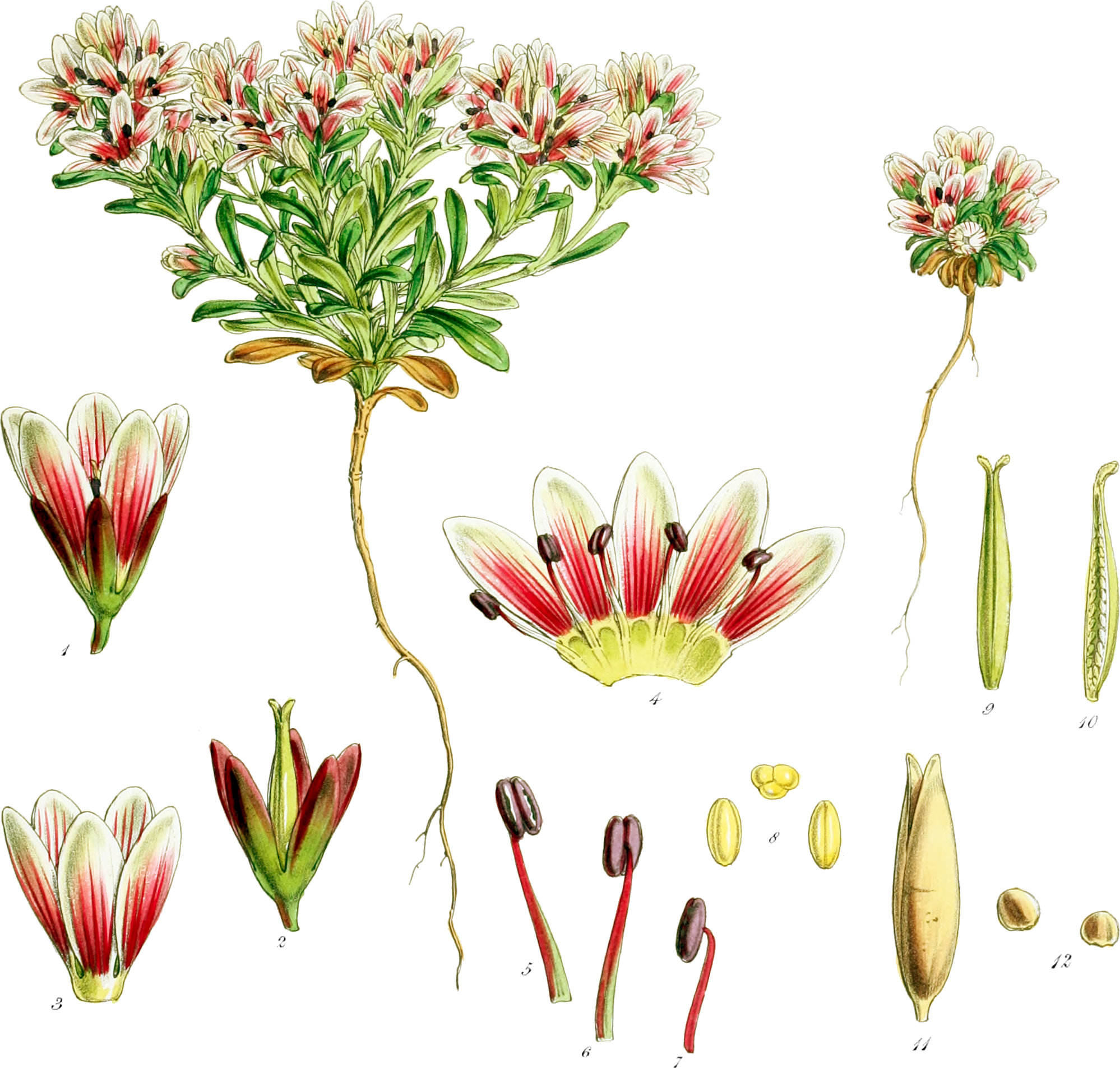
Zobrazení rozkvetlé rostliny

Gentianella concinna je dvouletá, za květu až 15 cm vysoká bylina kvetoucí pestrými, bílými nebo červenobílými květy. Roste výhradně na Aucklandovych ostrovech, území pod administrativní správou Nového Zélandu. Je rostlinou monokarpickou a je klasifikována jako původní druh a současně i novozélandský endemit.

## Ekologie
Roste na otevřených travnatých plochách, jež se střídají se zalesněnými pásy i v samé blízkosti lesů a křovin. Vyskytuje se také v porostech ostřic a podobných vlhkomilných rostlin. Půda je v těchto místech poměrně plytká, místy však hojně prohnojená guánem. Prvým rokem vyroste ze semene listová růžice, ze které druhým rokem vyroste vzpřímená květonosná lodyha. Byliny kvetou v období tamního léta od listopadu do dubna, plody dozrávají od prosince do června. Po odkvětu a vytvoření semen rostliny vadnou a usychají. Počet chromozomů u rostliny tohoto druhu je 2n = 36.
Území na kterých Gentianella concinna roste, Aucklandovy ostrovy, je neobydlené a celé je spravované jako přírodní rezervace se zákazem běžného vstupu, je pod kontrolou novozélandského ministerstva ochrany přírody. Tamní vegetace sice není ničená lidmi, ale místy se na nich vyskytují zdivočelá prasata a velcí mořští savci mroži, lachtani i tuleni a hnízdí velcí ptáci tučňáci, albatrosi, kormoráni a další. Ostrovy jsou součásti Novozélandských subantarktických ostrovů, kde okolní moře zajišťuje poměrně stabilní teplotu pohybující se od +5 do +12 °C. Pravidelné západní větry přinášejí dešťové srážky čítající ročně okolo 1200 mm, proprší téměř 80 % dnů v roce, slunečné dny se vyskytují jen ojediněle.

## Popis
Gentianella concinna je dvouletá rostlina, která v prvém roce vytváří pouze přízemní listovou růžici s listy protilehlými, dlouhými 15 až 32 mm a širokými 4 až 8 mm. Listy jsou masité, tuhé, úzce eliptické, mají pouze kratičký řapík, celistvý okraj, zakulacený vrchol a zřetelný kýlovitý tvar. Lysá rostlina vyrůstá z nevětveného kořene.
V druhém roce z růžice vyraší vzpřímená květná lodyha vysoká až ku 15 cm. V horní polovině se lodyha větví a vyrůstají na ni dvě až čtyři dvojice vstřícných listů, které jsou sice podobné přízemním, ale menší. Z úžlabí listů rostou na 1 cm stopkách oboupohlavné, pětičetné, bílé nebo do červena zbarvené květy. Zelený kalich má laloky dlouhé 8 mm a u báze široké 2 mm, které bývají na vrcholu ostré či tupé a nemají membránu. Koruna je trubkovitá, 8 až 12 mm dlouhá, korunní lístky jsou bílé až červeně zbarvené, mívají fialové žilky, nebo jsou pestře červeně až fialově tónované. Lístky bývají velké 7 až 10 × 4 až 6 mm, korunní trubka dlouhá asi 3 mm má v ústí třásnité přívěsky. Vespod koruny vystupují žlázky produkující nektar, které se střídají s nitkami tyčinek. Pět tyčinek srostlých s korunní trubkou má nitky dlouhé okolo 6 mm a nese asi 1,5 mm velké prašníky. Semeník obsahuje 13 až 40 vajíček, přisedlá blizna je fialová. Na ostrovech, kde Gentianella concinna roste, se vyskytuje jen velmi málo hmyzu vhodného k opylování, proto mívají tamní květiny pro nalákaní opylovačů pestré květy.
Po sprášení se v květu vyvine dvoudílná pukající tobolka dlouhá asi 8 mm, která obsahuje četná hladká semena. Ta jsou rozšiřována přirozeným rozptylem pukající tobolkou, větrem nebo povrchovou vodou.
Gentianella concinna je v neobydlené přírodní rezervaci poměrně hojná a v současnosti není zjevně ohrožená. Do roku 1993, než byl druh přesunut z rodu hořec do rodu hořeček, míval vědecké jméno Gentiana concinna.